# Michael Schwibbe
Michael H. Schwibbe (* 23. November 1948 in Brilon) ist ein deutscher Psychologe und Kulturanthropologe.

## Leben
Nach dem Abitur 1967 am humanistischen Zweig des Leopoldinum in Detmold studierte Schwibbe an der Georg-August-Universität Göttingen Psychologie. Dort promovierte er 1981 zum Dr. rer. nat. an der biologischen Fakultät. Nach seiner Assistentenzeit am Psychologischen Institut wechselte er an das Deutsche Primatenzentrum (DPZ) in Göttingen, übernahm die Funktion der  Stabsstelle für IT/Kommunikation und erhielt mehrere Lehraufträge der Georg-August-Universität. Sein Zweitstudium der Kulturanthropologie in Göttingen beendete er 1989 mit der Promotion zum Dr. phil.
Schwibbe veröffentlichte mehr als neunzig Publikationen in internationalen Zeitschriften zur Psychophysiologie, Psycholinguistik, Primatologie und Kulturanthropologie. Er ist Gründungsmitglied der Gesellschaft für Primatologie GfP (1988) und der Deutschen Gesellschaft für Geschichte und Theorie der Biologie DGGTB (1991) und fungiert als Herausgeber der internationalen Journale Primate Report und Lemur News. Schwibbe organisierte 1985 den Kongress der International Primatological Society (IPS) in Göttingen. Im Deutschen Primatenzentrum, im Senckenberg-Museum in Frankfurt, in München und in Leipzig veranstaltete er im Rahmen der Leibniz-Gemeinschaft WGL Ausstellungen und Vorträge zur  Evolution der Hominiden. 1994 veröffentlichte Schwibbe einen Census von Primaten in Menschenhand in Europa und Nordafrika. Von 1985 bis 2007 war er Vorsitzender des IT-Arbeitskreises der Leibniz-Gemeinschaft. Im Aufsichtsrat des DPZ hatte er Sitz und Stimme zwischen 1986 und 1995.

## Veröffentlichungen
- mit G. Schwibbe: Judgment and Treatment of People of Varied Attractiveness. 48 Psychological Rep. 11, zitiert vom Supreme Court of the USA in Opinion 481 U, S. 279, 1987.
- als Mitautor: Peak Centered Power Spectra: Successful attempt to calculate efficient parameters in the Alpha range of EEG. In: Electroencephalography and Clinical Neurophysiologie. 52, 1981, S. 497–500.
- Das Bild der Frau bei Wilhelm Busch. Ein inhaltsanalytischer Vergleich zu Bilderromanen, Schwänken, Märchen und Sagen. Goltze, Göttingen 1988, ISBN 3-88452-846-7.
- mit G. Altmann: Das Menzerathsche Gesetz in informationsverarbeitenden Systemen. Olms, Hildesheim / Zürich / New York 1989, ISBN 3-487-09144-5.
- als Mitautor: Zum emotionalen Gehalt von Substantiven, Adjektiven und Verben. In: W. Hager, M. Hasselhorn (Hrsg.): Handbuch deutschsprachiger Wortnormen. Hogrefe, Göttingen/Bern 1994, S. 272–284. (zusammengefasst im  Semantischen Atlas)
- mit D. Zinner: Effects of temporal sampling patterns of all-occurrence recording in behavioural studies: Many short sampling periods are better than a few long ones. In: Ethology. 103 (3), 1997, S. 236–246.
- mit S. S. Singer: Right or left, hand or mouth: General-specific preferences in marmosets and tamarins. In: Behaviour. 136, 1999, S. 119–145.

| Personendaten    | Personendaten                               |
| ---------------- | ------------------------------------------- |
| NAME             | Schwibbe, Michael                           |
| ALTERNATIVNAMEN  | Schwibbe, Michael H.                        |
| KURZBESCHREIBUNG | deutscher Psychologe und Kulturanthropologe |
| GEBURTSDATUM     | 23. November 1948                           |
| GEBURTSORT       | Brilon                                      |